# Francisco Javier Ustáriz
Francisco Javier de Ustáriz y Mijares de Solórzano (Caracas, Venezuela, 1772 - Maturín, id.; 1814) fue un político y abogado venezolano, es considerado un prócer de la Independencia y firmante del Acta de Independencia en 1811.Tras su matrimonio con María Paula Palacios, se convirtió en cuñado de María de la Concepción Palacios y por tanto en tío de Simón Bolívar.

## Biografía
Francisco Ustáriz pertenecía a una familia de abolengo venezolana, poseedora del marquesado de Uztáriz, estudió leyes en la Universidad de Caracas. Fue un destacado humanista, versado en literatura y música; en su amplia residencia se juntaban importantes personalidades en una renombrada tertulia a la que concurría Andrés Bello, padre de la gramática americana y el médico Vicente Salias, autor de la letra del Gloria al bravo pueblo entre otros.
Miembro de la Junta de Gobierno constituida en Caracas como consecuencia de los eventos del 19 de abril de 1810. Dada su trayectoria como jurista fue convocado a participar en la elaboración del Acta de Independencia de Venezuela que se aprueba el día 5 de julio de 1811, también colaboró en la redacción de la Constitución Federal de Venezuela de 1811. Formó parte del segundo triunvirato que integró el Poder Ejecutivo electo en 1812. Luego de que cayera la Primera República, fue encarcelado en La Guaira; siendo puesto en libertad en 1813 a raíz del triunfo del libertador Simón Bolívar en la Campaña Admirable. Colabora con la Segunda República que se establece desde el periódico La Gazeta de Caracas. 

## Muerte
Bolívar le había requerido su colaboración para redactar un proyecto de gobierno para la nueva República, el cual queda inconcluso con la caída de la Segunda República de Venezuela. Huye a oriente pero muere ejecutado en Maturín, el 11 de diciembre de 1814. 